# Lisa O'Neill
Lisa O'Neill (1982) es una cantautora y compositora irlandesa.

## Trayectoria
O'Neill creció en Ballyhaise, Irlanda. A los 18 años se trasladó a Dublín para estudiar música en el Ballyfermot College. Durante siete años, trabajó en el sector servicios en lugares como Eddie Rocket's y Bewley's de Grafton Street, mientras seguía escribiendo canciones.Su primer álbum, Has An Album, se publicó en 2009.En 2011, David Gray la invitó como telonera en gira por Estados Unidos y Canadá y también formó parte de  de su banda durante un tiempo. Sus álbumes de 2013 y 2018 fueron nominados al Choice Music Prize. Tocó en el  Vancouver Folk Music Festival de 2016.
En 2016, O'Neill hizo una aparición en el álbum debut del trío Yorkston/Thorne/Khan, Everything Sacred.En las notas del álbum, el cantante James Yorkston revela que se discutió la posibilidad de llamar al grupo Yorkston/Thorne/Khan/O'Neill, pero que ella se veía a sí misma como invitada. 
En 2017, O'Neill apareció en la película Song of Granite, en la que cantó "The Galway Shawl".  Ese año, Donal Dineen y Miles O'Reilly la presentaron en su seminal estudio de YouTube sobre artistas folk irlandeses contemporáneos, This Ain't No Disco. Cantó su propia Factory Girl con Radie Peat, de Lankum, en una actuación a capela que combinaba lo mejor de la música tradicional con valores de producción intensos y minimalistas.
O'Neill ganó el premio a la Mejor Pista Folk Original con "Rock the Machine" (de su álbum Heard a Long Gone Song ) en los Premios Folk de RTÉ Radio 1 de 2019,  y fue nominada a Cantante Folk del Año, Mejor Pista Tradicional, Mejor Pista Original y Mejor Álbum en los Premios Folk de BBC Radio 2 en el mismo año.
En 2021, la versión de O'Neill de All the Tired Horses de Dylan alcanzó una gran audiencia cuando su oscuro contralto canalizó el regreso de Tommy Shelby a sus raíces romaníes en el episodio final de Peaky Blinders.
En diciembre de 2023, O'Neill interpretó una versión de "Fairytale of New York" junto a los Pogues y Glen Hansard en el funeral de Shane MacGowan celebrado en la Iglesia Católica St Mary's of the Rosary, Nenagh, Co Tipperary, Irlanda. Cantaron los papeles de la exitosa grabación original de 1987 de los fallecidos Kirsty MacColl y MacGowan.

## Discografía

### Álbumes de estudio
Has an Album (2009). 
Same Cloth or Not (2013). 
Photole in the Sky (2016).
Heard a Long Gone Song (2018).
All of This is Chance (2023).
EP
The Wren, the Wren (2019).